# Selenogyrus brunneus
Selenogyrus brunneus é uma espécie de aranha pertencente à família Theraphosidae (tarântulas).